# Tadeusz Krwawicz
Tadeusz Jan Krwawicz (ur. 15 stycznia 1910 we Lwowie, zm. 17 sierpnia 1988 w Lublinie) – polski lekarz, okulista, profesor medycyny, jeden z najwybitniejszych na świecie autorytetów w dziedzinie okulistyki XX wieku.

## Życiorys
Był synem rusznikarza armii austriackiej. Przez rok studiował w Akademii Górniczo-Hutniczej w Krakowie. Studia medyczne kontynuował na Wydziale Lekarskim Uniwersytetu Jana Kazimierza we Lwowie. W 1938 uzyskał dyplom lekarza, a rok później stopień doktora medycyny.
Pracował jako asystent w Katedrze i Klinice Okulistycznej Uniwersytetu Lwowskiego, potem jako kierownik Oddziału Okulistyki Szpitala Okręgowego w Lublinie. W 1951 został profesorem nadzwyczajnym, a w 1957 profesorem zwyczajnym. Przez 34 lata (do 1980) był kierownikiem Kliniki Okulistycznej Akademii Medycznej w Lublinie (kierownictwo kliniki przejął po nim Kazimierz Gerkowicz). 
Zapoczątkował metody kriochirurgiczne w operacjach zaćmy. Był członkiem licznych towarzystw naukowych, m.in. od 1967 PAN. W latach 1971–1983 był prezesem Polskiego Towarzystwa Okulistycznego, od 1966 do 1987 roku prezesem Lubelskiego Towarzystwa Naukowego. W 1966 wybrany na pierwszego prezesa Międzynarodowego Stowarzyszenia Kriooftalmologii. Opublikował ponad 190 prac naukowych i badawczych. W Lublinie stworzył ośrodek okulistyczny o światowej sławie. Redaktor naczelny czasopisma „Postępy Okulistyki”. Swoje prace publikował m.in. w „Klinice Ocznej”.
Został odznaczony Złotym Krzyżem Zasługi (1954, za zasługi w pracy naukowej i dydaktycznej w dziedzinie medycyny), a w kolejnych latach Krzyżem Kawalerskim Orderu Odrodzenia Polski (1966), Orderem Sztandaru Pracy I klasy i Krzyżem Komandorskim Orderu Odrodzenia Polski (1968). W 1964 otrzymał Nagrodę I stopnia Ministra Zdrowia i Opieki Społecznej. W 1966 roku otrzymał nagrodę państwową I stopnia. Od 1967 był członkiem korespondencyjnym Polskiej Akademii Nauk, od 1980 członkiem rzeczywistym. Był także wyróżniony Nagrodą Fundacji im. Jurzykowskiego w Nowym Jorku (1967), Nagrodą Specjalną Międzynarodowego Towarzystwa Kriochirurgii (1968), Nagrodą im. Th. Axenfelda (1972) i Światową Nagrodą Nessim Habif Uniwersytetu w Genewie (1974). Otrzymał także liczne medale za zasługi lekarskie i pedagogiczne. Dwukrotne otrzymał godność doktora honoris causa: w 1975 roku w Akademii Medycznej w Lublinie oraz w 1976 roku w Uniwersytecie Medycznym im. Semmelweisa w Budapeszcie.
Zmarł 17 sierpnia 1988 roku. Został pochowany w Kazimierzu Dolnym.